# Tortula andicola
Tortula andicola là một loài Rêu trong họ Pottiaceae. Loài này được Mont. miêu tả khoa học đầu tiên năm 1838.